# 天津图书馆
天津图书馆（英文：Tianjin Library），分三座馆舍，为天津图书馆复康路馆、天津图书馆文化中心馆和天津图书馆海河教育园馆。其历史最早可以追溯至1908年成立的直隶图书馆，现在为中国一级图书馆，馆址为天津市南开区复康路15号，同时位于天津市文化中心的新天津图书馆已于2012年投入使用。

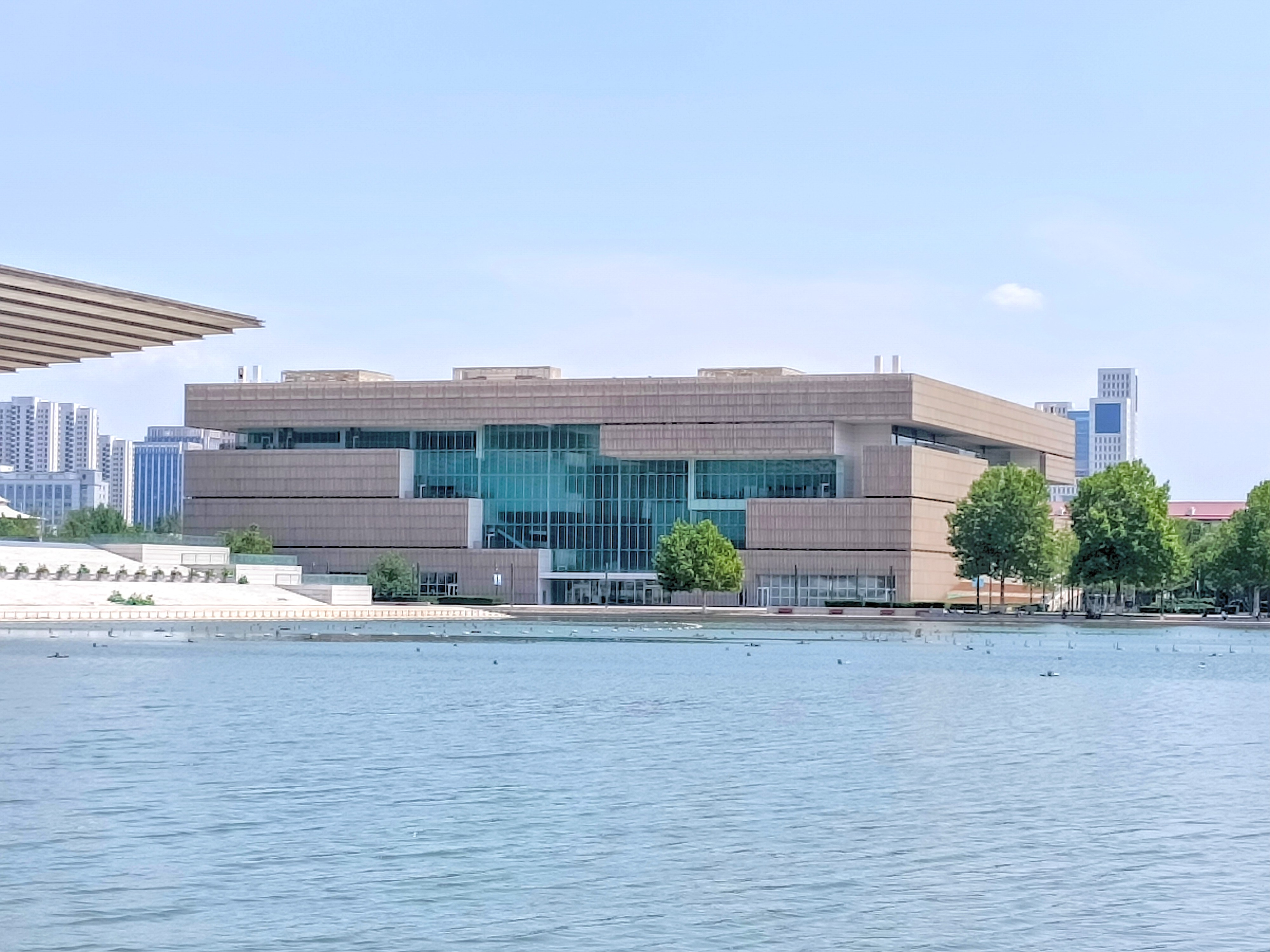
天津图书馆文化中心馆

## 历史
天津图书馆是由1908年创立的直隶图书馆、1929年成立的天津特别市市立图书馆和1948年成立的天津图书馆合并而来。

### 直隶图书馆时期
十九世纪末，在洋务运动的影响下和清末新政的实行，兴办新式学堂之风盛起，随之就有了对各种新旧知识的典籍的大量需求。清光绪三十三年十月（1907年11月），直隶提学使卢靖依据“保存国粹，宣传文化，辅助学校教育，增长社会知识”的宗旨，开始筹建直隶图书馆。清光绪三十四年五月十一日（1908年6月9日），直隶图书馆开馆，馆址依附在位于河北大经路（今河北区中山路）的直隶学务公所内。开馆初期藏书近20万卷。藏书有天津教育品陈列馆藏有的图书1342部、直隶督署赠予的1万余卷图书和提学使司申请经费购得的12万卷图书，后续有严修捐赠的图书1200余部，奉天总督徐世昌等捐赠图书。
民国二年，馆址迁至中山公园以北一幢楼房，自此便从直隶学务公所内搬迁出来有了独立馆舍。1914年9月又附设通俗图书馆于东马路。1918年9月，更名为直隶省立第一图书馆。1928年又更名为河北省立第一图书馆。1937年7月天津沦陷，馆舍被日本侵略军占领，更名为天津特别市立第二图书馆。1945年抗日战争结束后，又更名为河北省立天津图书馆。此时馆藏有中文书十万余册，外文书四千余册，至中华人民共和国成立之前，由于经费有限，馆业不振。

### 天津特别市市立图书馆时期
1929年春，随着天津特别市政府成立，颁布《市立图书馆计划大纲》。1931年6月20日举行开馆典礼，馆舍为由天津商会总理王贤宾廉价出让的南开杨家花园住房。1937年天津沦陷，更名为天津特别市立第一图书馆。1945年抗日战争胜利后，恢复原称天津市市立图书馆。

### 天津图书馆
抗战胜利后，天津市热心文化事业的各界人士倡议建立一座规模宏大的图书馆。1947年成立建馆筹备委员会，规划中的天津图书馆在开展一般业务的同时，拟开办展览会、音乐会、讲演会、放映科普电影等，也进行目视、耳听、身感、脑思相结合的“视听教育”。还拟筹设天津地方、工程、工商经济、妇女儿童和远东问题等专门阅览室，作为学术研究者的研究场所。1948年4月，天津市政府将原法租界公议大楼拨予天津图书馆作为馆舍，并于当月局部开馆。

### 天津市人民图书馆时期
1949年1月，由天津市军事管制委员会文化教育部派员接管了河北省立天津图书馆、天津图书馆和天津市立图书馆，后于3月份，将天津市立图书馆定名为天津市第一图书馆，而河北省立天津图书馆与天津图书馆合并，成立了天津市第二图书馆。
1952年1月，天津市第一图书馆与天津市第二图书馆合并，定名为天津市人民图书馆，馆址为承德道12号的原法国公议局大楼。合并后藏书约有40余万册。在这一时期，天津图书馆陆续接受了藏书家任凤苞捐赠的地方志2500余种，藏书家周叔弢捐赠的珍贵古籍及中外图书一万余册，顾维钧捐赠的中外图书8200余册，还有张叔诚、叶石甫、石景宜等其他社会各界知名人士捐赠的大量图书。
1982年，天津市人民图书馆更名为天津图书馆。1983年5月，国家计划委员会批准建设天津图书馆新馆。1986年被列入天津市人民政府改善城市人民生活十件实事之一。1991年12月26日，位于复康路15号的天津图书馆新馆正式对外开放，建筑面积3.2万平方米，可容纳藏书500万册。

2012年由日本建筑师山本理显设计的新馆投入使用，后发生天津图书馆外立面改造事件。

## 建筑规模
天津图书馆占地50余亩，建筑面积3万余平方米，现有书库20余个，20个专门阅览室，拥有座席2000余个，日平均接待读者达5000余人次。图书馆建筑采用高书库，低阅览的楼群式总体布局——中间的高层建筑为书库而辅以配楼为对读者开放的开架书库，平面呈“工”字型，正立面呈“山”字形，对称严谨，错落有序。

## 馆藏
目前天津图书馆藏书总量已达450万册，藏书中，有中文普通图书270余万册（件），外文图书50万册，中外文报刊58万册，古籍及中华人民共和国成立前资料70万余册，以及大量音频、视频及数字化资源，自建数据库资源总量达到442GB。

### 善本
藏有善本图书8000余种，列入全国善本总目的有2563种，《龟山先生语录》等9部善本被列入首批国家珍贵古籍名录。藏有岳飞之孙岳柯著，南宋临安陈家书籍铺刻本《棠湖诗稿》为中国大陆仅有。还有以著名藏书家周叔弢捐赠为主的活字版图书700余种。

### 地方志
馆藏地方志史料3600余种。主要以藏书家任凤苞捐赠的“天春园”藏志为基础，后经不断搜集、扩充，逐渐形成特色。其中如明嘉靖年间的《辽东志》，万历年间的《徐州志》为中国大陆孤本。

### 中国近现代史资料和天津地方史料
藏有天津《益世报》（自创刊至停刊）、《京津泰晤士报》（英文版，1890年至1948年）、袁世凯《养寿园奏议》、康有为《大同书》手稿等。

### 革命文献
馆藏周恩来早期著作《警厅拘留记》、《西欧的“赤”况》等。

## 阅览室与读者服务
| 阅览室             | 位置       | 可提供阅读服务 | 文献提供方式     |
| ------------------ | ---------- | --- | ---------------- |
| 中文图书借阅室     | D区1－3楼  | 天津图书馆最大的全开架式外借处，现有50余万册中文图书，设有259个阅览座席 | 开架             |
| 外文图书借阅室     | B区3楼西侧 | 提供开放式书库管理的外文图书借阅服务，藏书以西文和日文科技图书为主 | 开架             |
| 中文期刊阅览室     | C区1楼     | 阅览室内有现刊5000种，藏有1949年后出版的国内中文期刊9000余种，设有162个阅览座席，可根据读者要求提供专题参考咨询服务                                                                       | 开闭架结合       |
| 中文报纸阅览室     | C区2楼     | 该阅览室实行免阅览证阅览，藏有1949年后出版的国内中文报纸310种，设有100个阅览座席，可根据读者要求提供专题参考咨询服务                                                                      | 开闭架结合       |
| 外文台港报刊阅览室 | C区3楼     | 该阅览室订外文现刊400余种，藏有西文过刊4000余种、日饿文过刊2000余种、科技检索类过刊200余种，设有60个阅览座席,可提供国外大学的最新资料，可电话预约期刊，可根据读者要求提供专题参考咨询服务 | 开闭架结合       |
| 基本藏书综合阅览室 | A区2楼     | 藏有最新中文工具书及台、港、澳地区出版的中文图书（开架）；馆藏1949年后各类中文基本藏书和1949至1975外文基本藏书（闭架），设有读者座席36个                                                  | 开闭架结合       |
| 古籍文献综合阅览室 | A区3楼     | 该室可接待学术型读者10人，历年影印本实行开架阅览，阅览历代原版古籍、缩微胶卷及中华再造善本古籍需持单位介绍信和读者有效身份证件                                                            | 只历年影印本开架 |
| 近代文献综合阅览室 | B区3楼东侧 | 该室可接待学术型读者16人，阅览文献范围为民国时期中文图书、报纸和期刊、天津地方文献，以及早期原版日文和西文图书                                                                            | 不详             |
| 视听资料服务中心   | D区4楼     | 收藏各类音像资料60000余种，并提供电影、电视剧、社科、科技类DVD、VCD及CD等各种视听资料外借服务                                                                                             | 开架             |
| 电子文献阅览室     | B区2楼西侧 | 配备108台宽带接入互联网的计算机，可为读者提供因特网浏览、 网上信息查询和交流及视频点播服务                                                                                                |                  |
| 科普文献阅览室     | B区3楼东侧 | 藏有1975年以后中文科普图书4000册及中文科普期刊50余种，西文科普图书及日文科普图书100册，设有6个阅览坐席                                                                                    | 开架             |
| 少儿文献借阅室     | B区1楼西侧 | 藏有各类少儿图书5000余册、期刊200多种和视听资料200余种，提供少儿类电子书刊和电子动漫连环画的阅读服务，设有30个少儿阅览座席和9个少儿电脑阅览机位                                           | 开架             |
| 视障读者阅览室     | A区1楼西侧 | 藏有100余种点字图书和150余种录音带供视障人士读者阅览，设有8个读者座席。 | 不详             |

| 服务单位                 | 位置        | 服务内容 |
| ------------------------ | ----------- | --- |
| 办证处                   | 1楼大厅西侧 | 办理、管理读者图书借阅证 |
| 政府信息公开查阅服务中心 | B区2楼东侧  | 为天津市人民政府指定设立的市级政府信息公开查阅服务场所，有读者座席30个，专用查询电脑10台,为社会各界公众提供政府公开信息的查阅、打印、复印服务，以及国务院公报、天津市政府公报的查阅和索取服务，并提供代办依申请公开政府信息的申请、电话委托查询、信函委托查询、电子邮件委托查询等其他服务 |
| 电子文献检索室           | 1楼大厅东侧 | 有检索用电脑机位16个，可为读者提供中国知网、EBSCO等多个大型全文数据库的检索阅览服务，并提供馆内OPAC书目查询服务 |
| 信息咨询服务中心         | 1楼大厅东侧 | 为个人和企事业单位用户提供高质量的国内外信息检索服务 |